# Azare

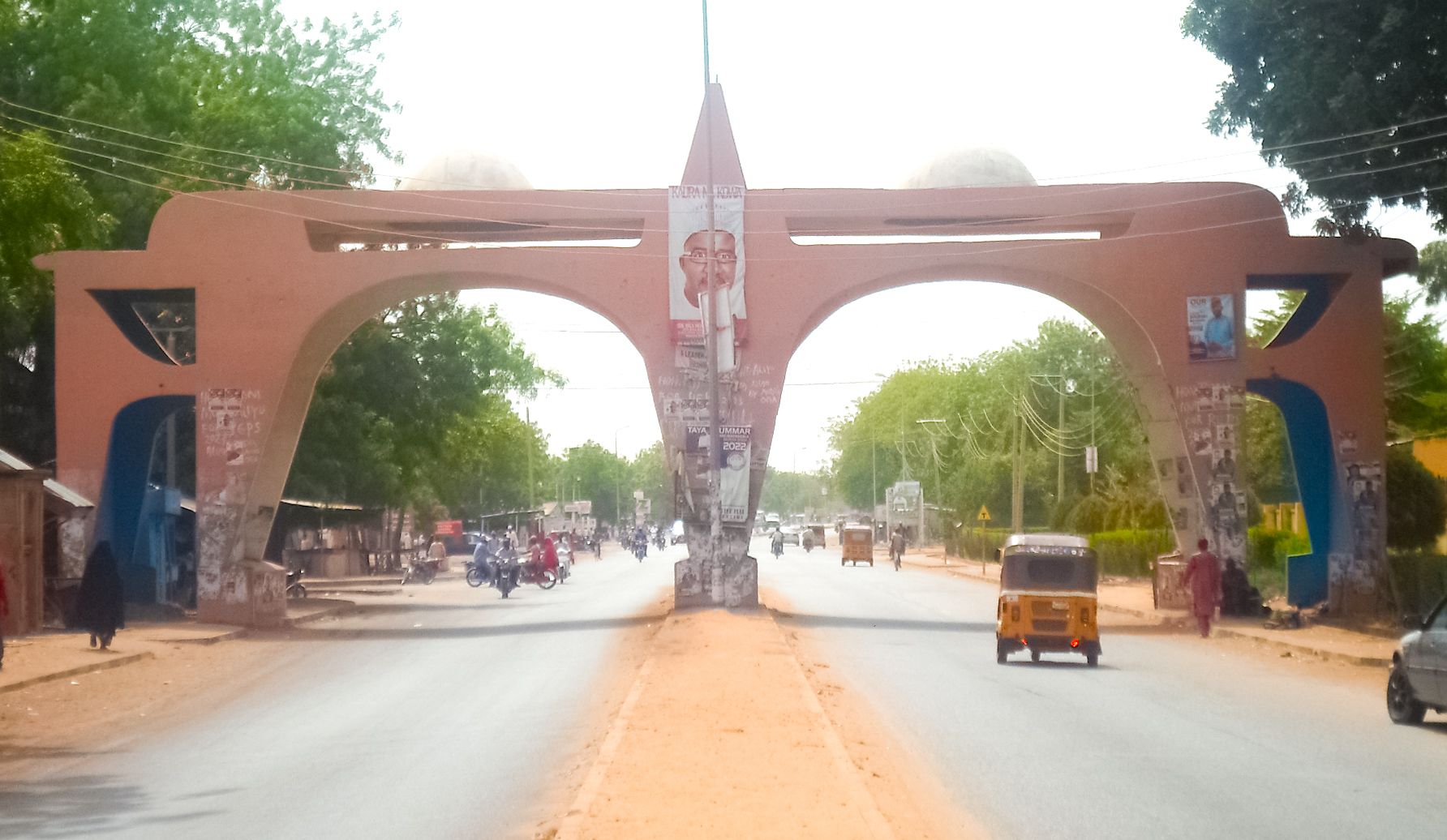
Stadttor von Azare

Azare ist eine nigerianische Stadt im Bundesstaat Bauchi.

## Bevölkerung
1991 hatte der Ort 69.035 Einwohner, für 2012 wurde eine Einwohnerzahl von 59.875 berechnet. Dabei handelt es sich um Hausa, Fulani sowie Kanuri und damit überwiegend um Muslime.

## Wirtschaft
Der wichtigste Wirtschaftszweig Azares ist die Landwirtschaft. Es werden vor allem Baumwolle und Erdnüsse angebaut. Es gibt mehrere Schulen und ein Krankenhaus.

## Ereignisse
Am 4. Dezember 2011 wurden in Azare zwei Bomben vor Polizeiwachen gezündet und zwei Bankfilialen angegriffen. Bei dem fünfstündigen Gefecht starben ein Polizist, ein Soldat und vier Zivilisten. Die örtliche Polizei vermutete, dass die Attacke von Mitgliedern der Boko Haram durchgeführt wurde.